# Finhan
Finhan – miejscowość i gmina we Francji, w regionie Oksytania, w departamencie Tarn i Garonna.
Według danych na rok 1990 gminę zamieszkiwało 900 osób, a gęstość zaludnienia wynosiła 78 osób/km² (wśród 3020 gmin regionu Midi-Pireneje Finhan plasuje się na 372. miejscu pod względem liczby ludności, natomiast pod względem powierzchni na miejscu 979.).

## Zabytki

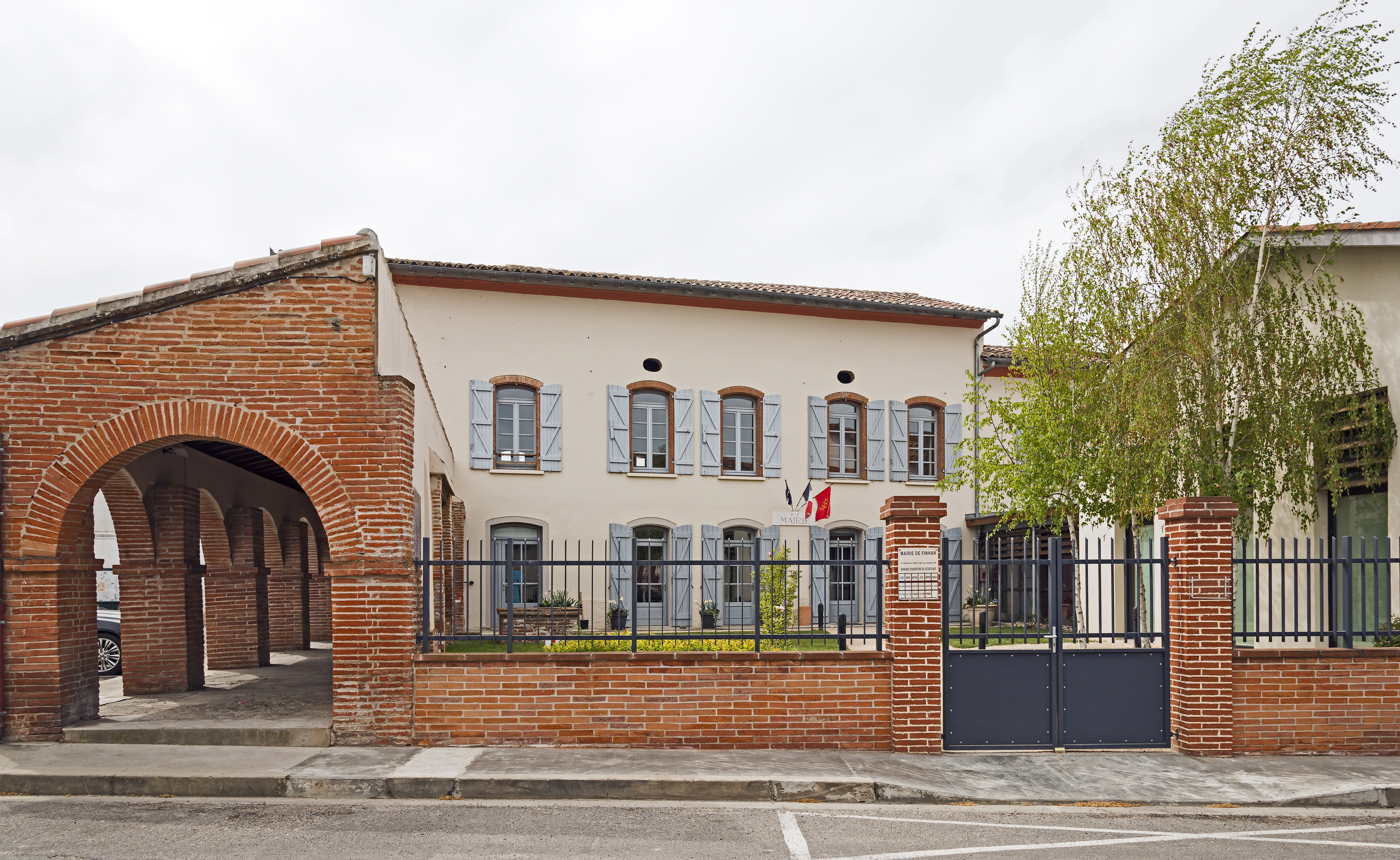
Ratusz
dzwonnica
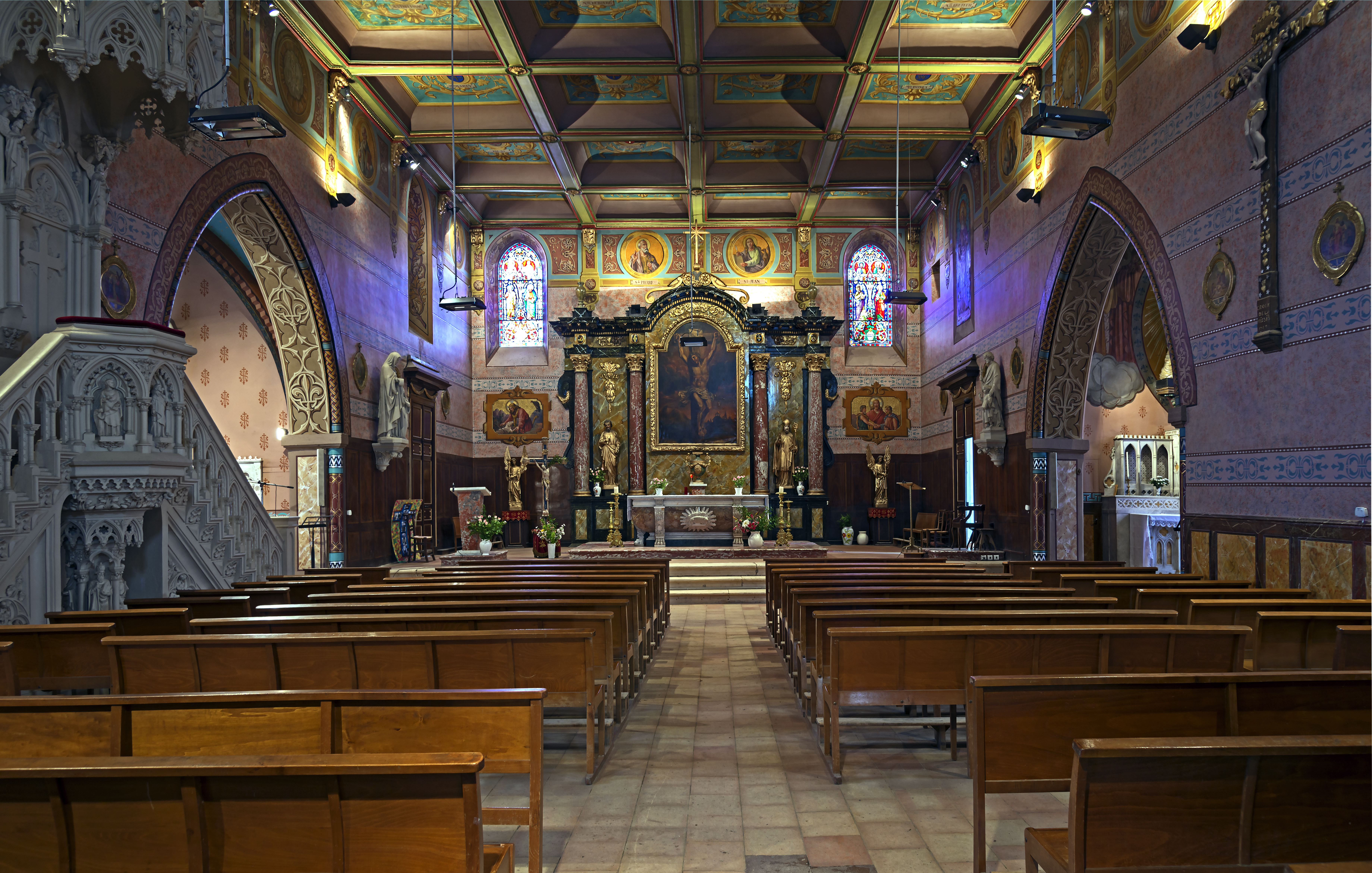
Wewnątrz kościoła
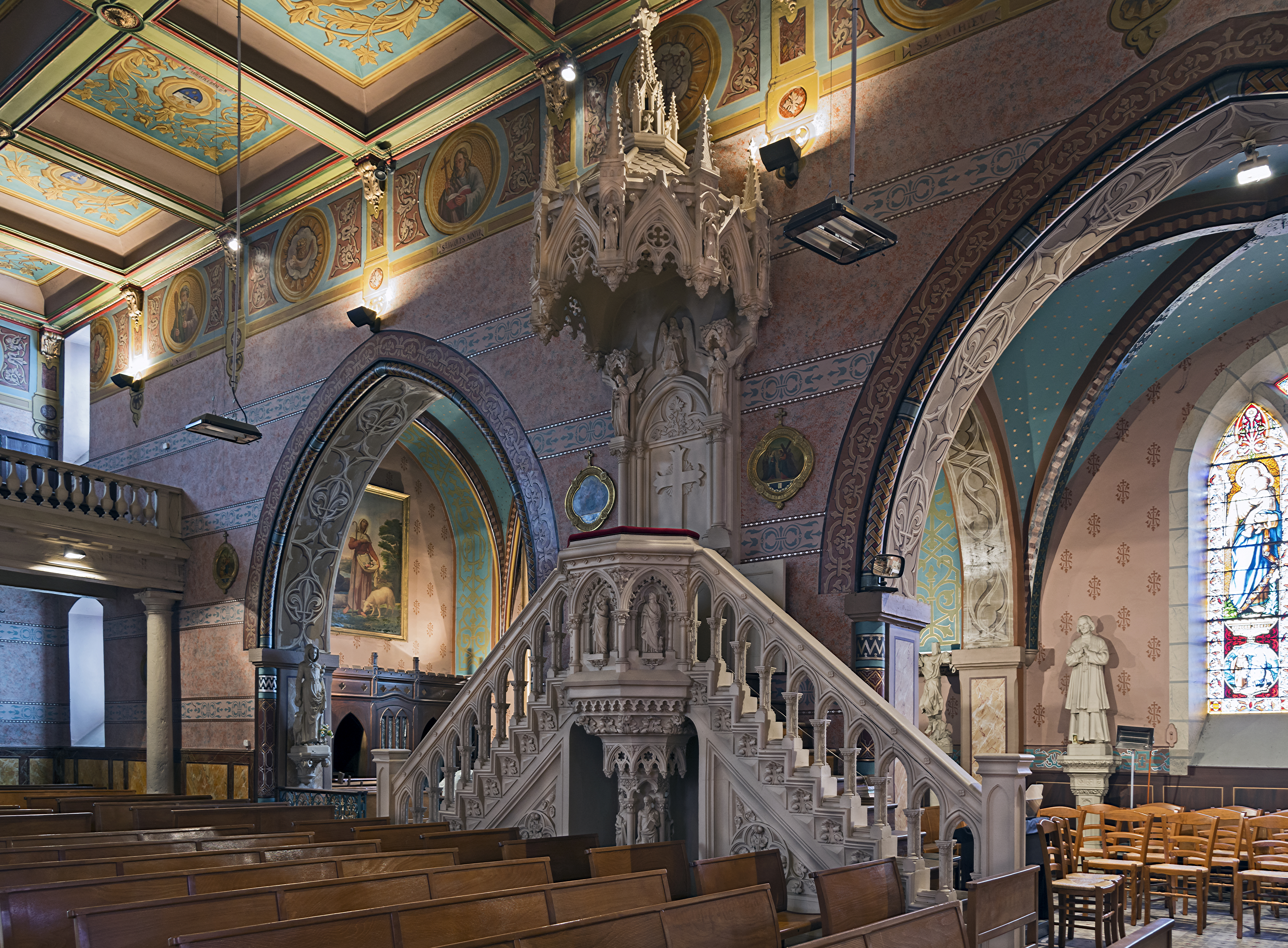
ambona
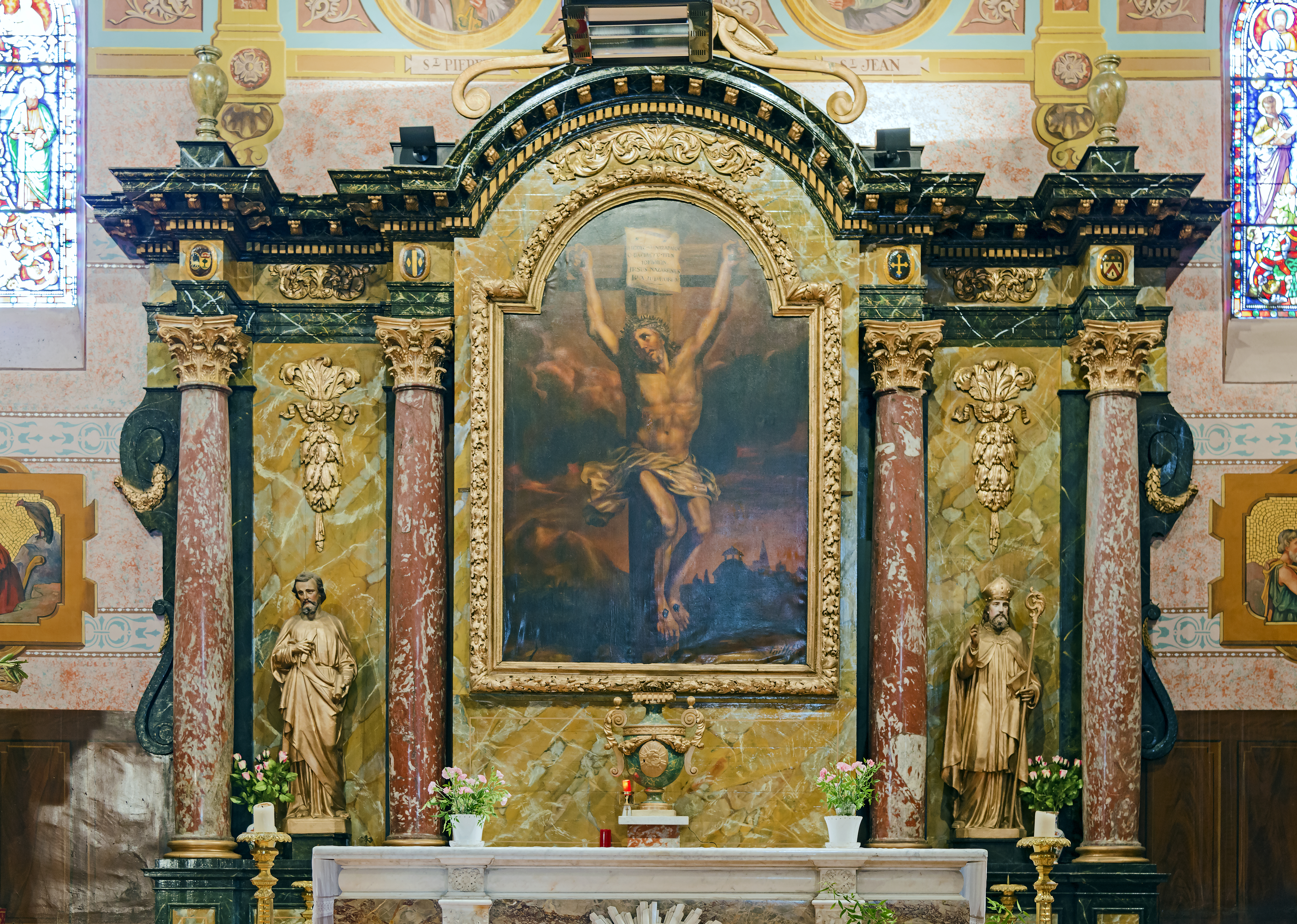
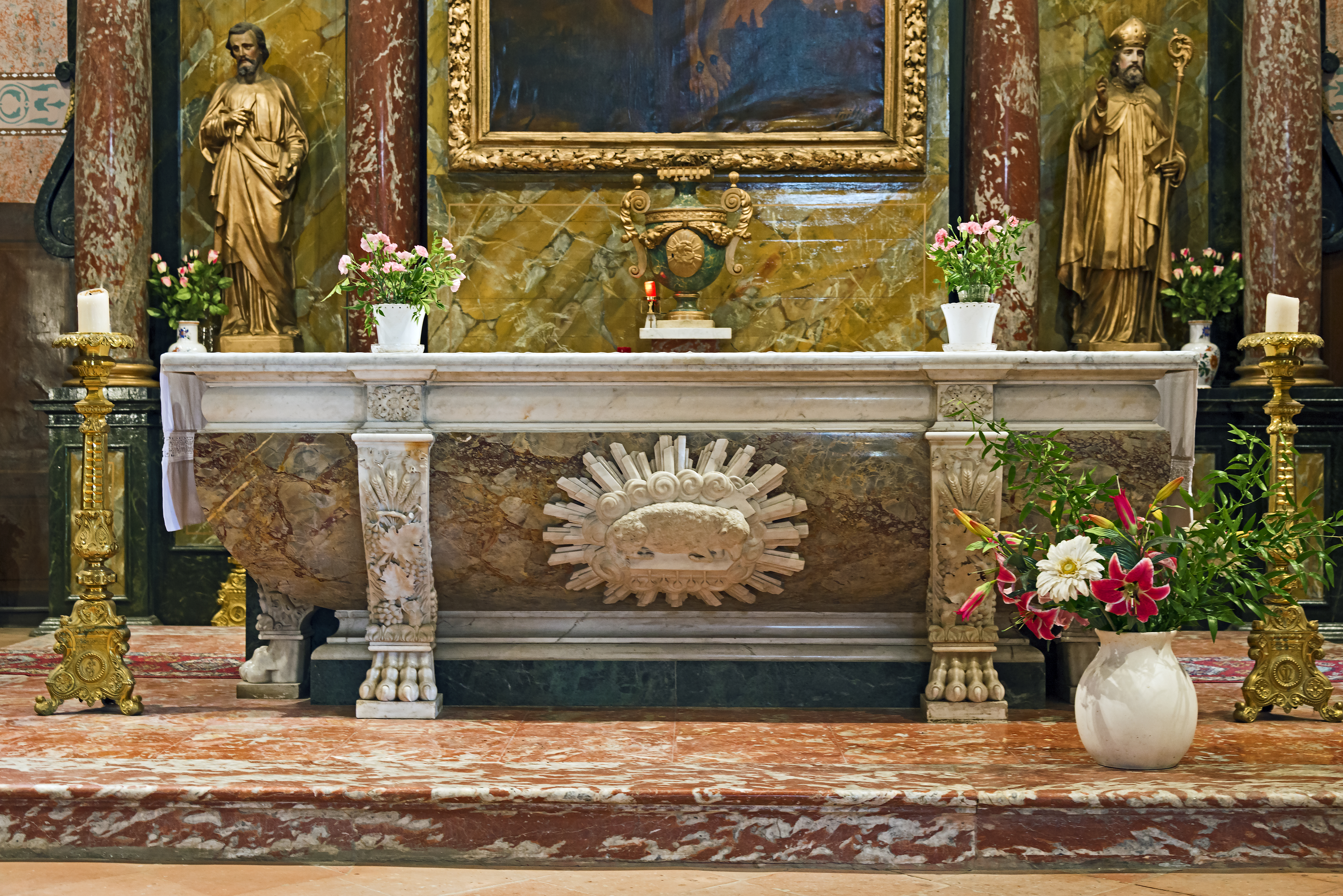
ołtarz
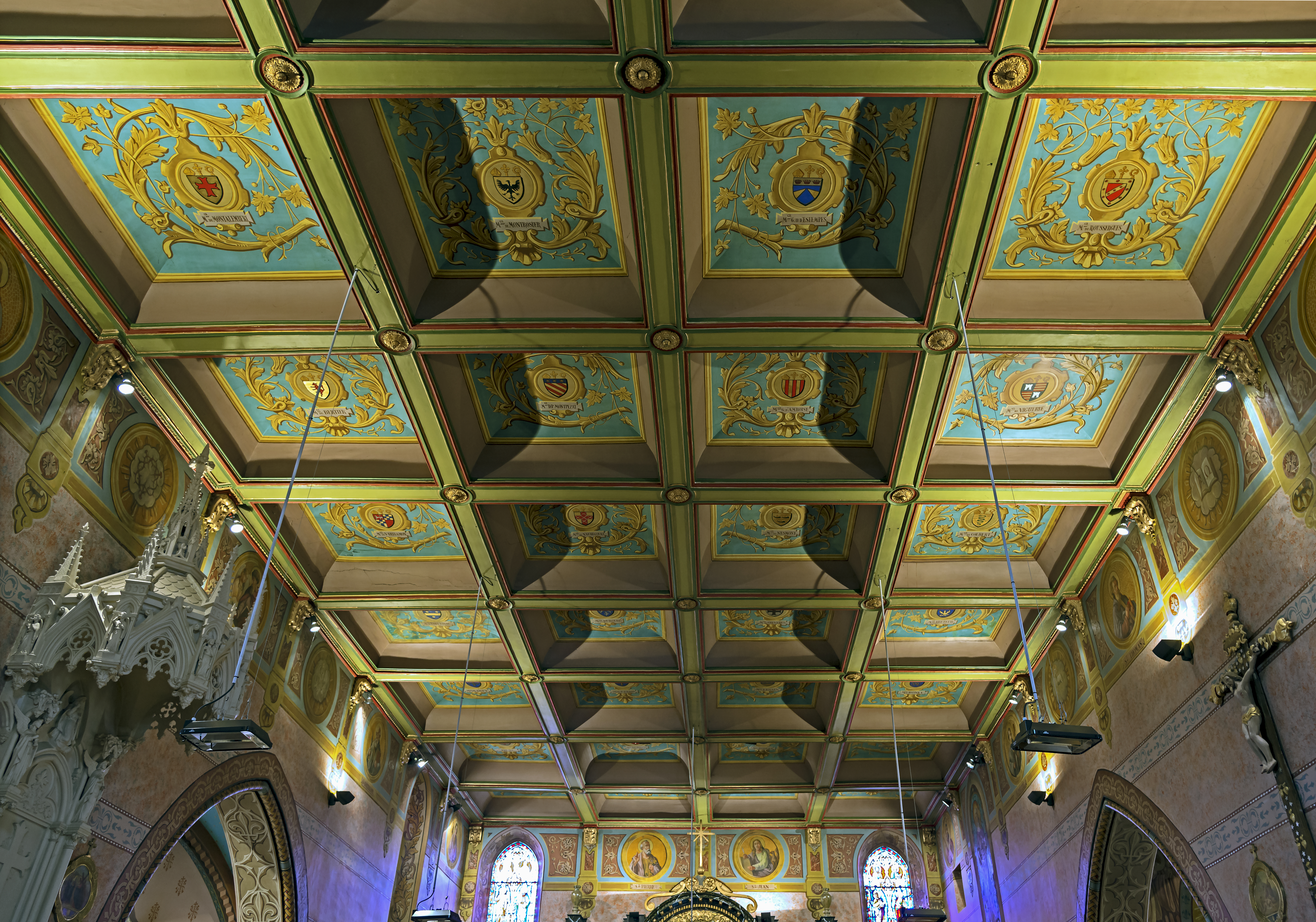
sufit
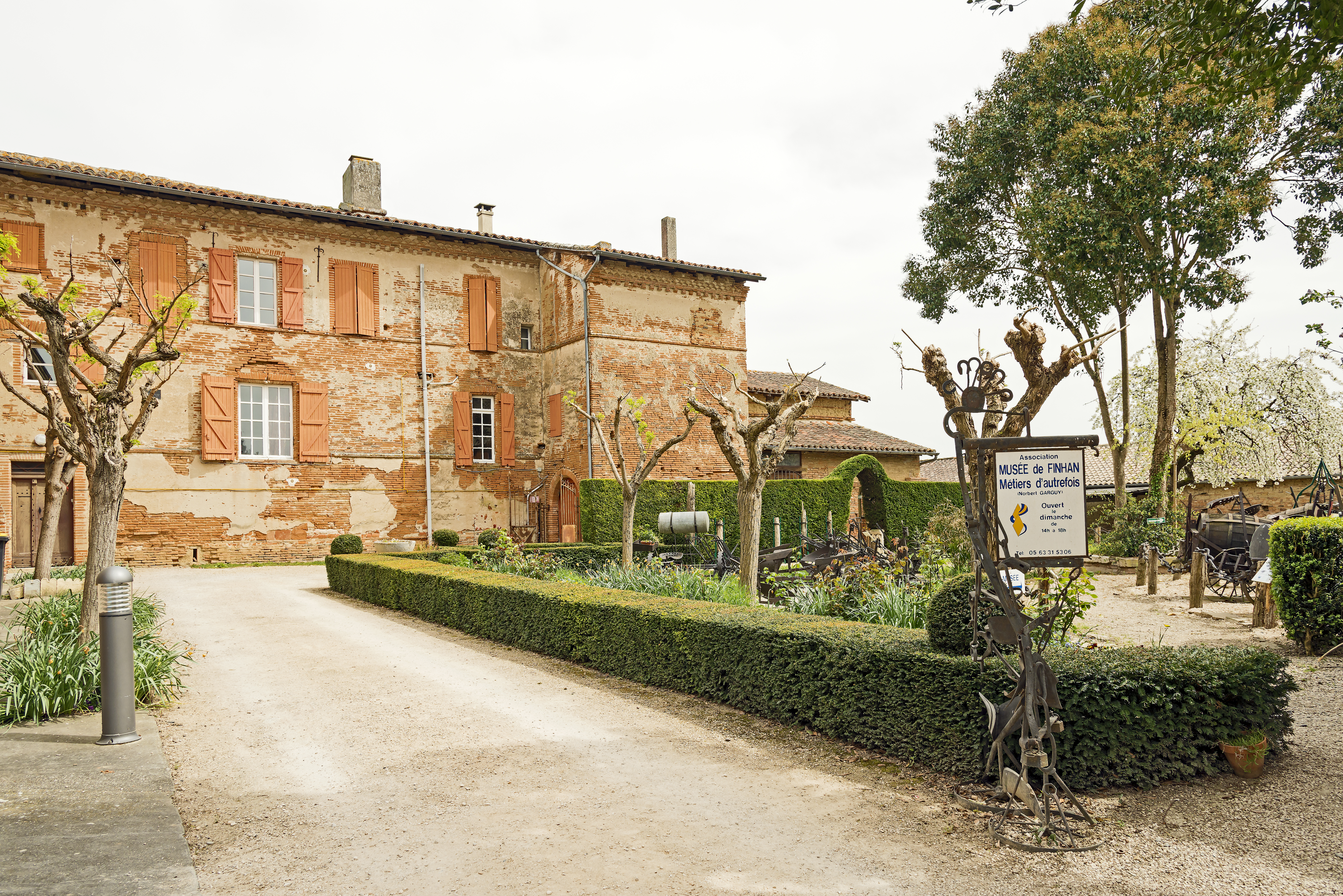
Muzeum
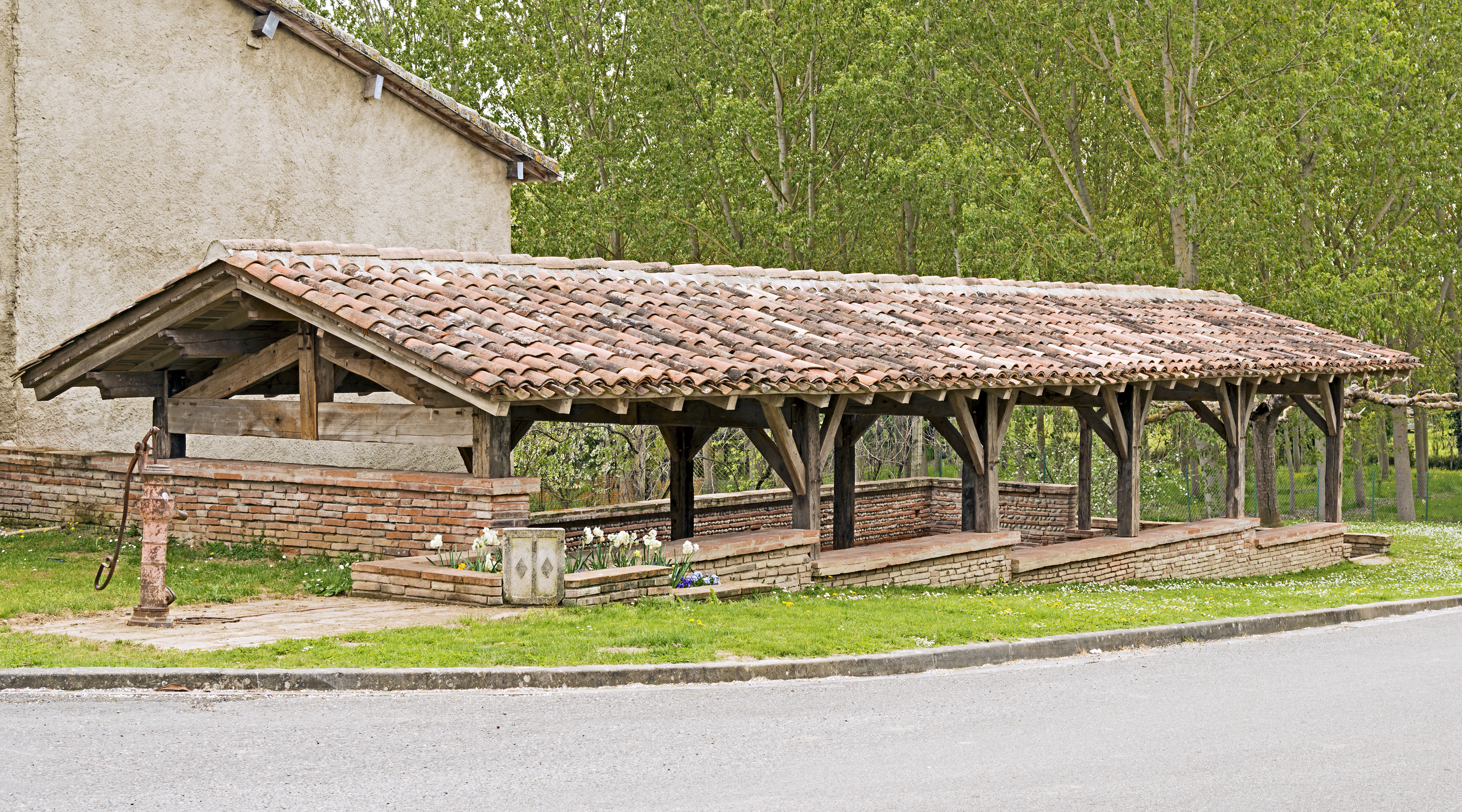